# Morti il 9 ottobre
| Questa pagina contiene informazioni ricavate automaticamente dalle voci biografiche con l'ausilio del template Bio e di un bot. L'aggiornamento è periodico e automatico e ricostruisce completamente la pagina. Se manca una persona in questa lista, sei pregato di non aggiungerla, ma accertati piuttosto che la sua voce biografica contenga il template Bio e che i dati anagrafici siano correttamente compilati. Se il template Bio manca, inseriscilo tu stesso o, in alternativa, metti l'avviso {{tmp\|Bio}} che ne segnala la mancanza. Se i dati riportati sono sbagliati, correggi direttamente la voce biografica; le modifiche saranno visibili in questa lista entro pochi giorni. Per chiarimenti vedi il progetto biografie. La lista contiene solo le 505 persone che sono citate nell'enciclopedia e per le quali è stato implementato correttamente il template Bio. Pagina aggiornata al 17 ago 2025. |

## III secolo(1)
- 293 - Donnino di Fidenza, santo romano

## VIII secolo(1)
- 705 - Abd al-Malik ibn Marwan, califfo arabo (n. 646)

## IX secolo(3)
- 823 - Angilberto I di Milano, arcivescovo italiano
- 834 - Diodato di Montecassino, abate e santo italiano
- 892 - Tirmidhi, giurista persiano (n. 825)

## X secolo(1)
- 915 - San Gemine, monaco cristiano siriano

## XI secolo(4)
- 1032 - Papa Giovanni XIX, papa, vescovo e cardinale italiano
- 1045 - Gontiero di Turingia, santo tedesco (n. 955)
- 1047 - Papa Clemente II, papa e vescovo tedesco (n. 1005)
- 1085 - Alfano di Salerno, abate, medico e scrittore italiano

## XII secolo(3)
- 1179 - Oddone di Saint-Amand, cavaliere medievale francese (n. 1110)
- 1194 - Goffredo di Hohenstaufen, patriarca cattolico tedesco
- 1199 - Bobone di San Teodoro, cardinale italiano

## XIII secolo(4)
- 1249 - Pierre Charlot, vescovo cattolico francese
- 1253 - Roberto Grossatesta, teologo, scienziato e vescovo cattolico inglese (n. 1175)
- 1267 - Ottone III di Brandeburgo, sovrano tedesco (n. 1215)
- 1273 - Elisabetta di Wittelsbach, regina (n. 1227)

## XIV secolo(5)
- 1305 - Robert de Pontigny, abate e cardinale francese
- 1312 - Landolfo Brancaccio, cardinale italiano
- 1336 - Enrico di Metz, vescovo cattolico francese
- 1370 - Heinrich von Herford, storico tedesco (n. 1300)
- 1390 - Giovanni I di Castiglia, re (n. 1358)

## XV secolo(9)
- 1430 - Jan Železný, cardinale e vescovo cattolico ceco
- 1435 - Paweł Włodkowic, giurista e diplomatico polacco
- 1438 - Caterina Colonna, nobile italiana
- 1445 - Gerardo Landriani Capitani, cardinale italiano
- 1467 - Khushqadam, sultano egiziano (n. 1413)
- 1468 - Sigismondo Pandolfo Malatesta, condottiero italiano (n. 1417)
- 1469 - Filippo Lippi, pittore italiano (n. 1406)
- 1476 - Stefan III Branković, santo serbo
- 1483 - Giovanni Romei, nobile e mercante italiano (n. 1402)

## XVI secolo(13)
- 1502 - Giulio Cesare da Varano, condottiero italiano (n. 1434)
- 1521 - Enea Furlano da Cavriana, condottiero italiano
- 1555 - Justus Jonas, teologo e poeta tedesco (n. 1493)
- 1562 - Anna d'Alençon, nobile (n. 1492)
- 1562 - Gabriele Falloppio, anatomista, botanico e medico italiano
- 1569 - Vladimir di Starica, principe russo (n. 1533)
- 1571 - Agostino Barbarigo, ammiraglio italiano (n. 1516)
- 1572 - Girolamo da Correggio, cardinale e arcivescovo cattolico italiano (n. 1511)
- 1581 - Luigi Bertrando, religioso e missionario spagnolo (n. 1526)
- 1587 - Decio Azzolino il Vecchio, cardinale e vescovo cattolico italiano (n. 1549)
- 1593 - Johannes Borcholten, giurista tedesco (n. 1535)
- 1594 - Ishikawa Goemon, militare giapponese (n. 1558)
- 1597 - Ashikaga Yoshiaki, militare giapponese (n. 1537)

## XVII secolo(27)
- 1604 - Luigi IV d'Assia-Marburgo, nobile tedesco (n. 1537)
- 1604 - Enrico V di Reuss-Greiz, nobile tedesco (n. 1549)
- 1605 - Carlo Emanuele Teodoro Trivulzio, nobile e condottiero italiano (n. 1565)
- 1609 - Henri van Cuyk, vescovo cattolico e umanista olandese (n. 1546)
- 1609 - Giovanni Leonardi, presbitero e santo italiano
- 1613 - Asano Yoshinaga, militare giapponese (n. 1576)
- 1619 - Marcus Sittikus von Hohenems, arcivescovo cattolico austriaco (n. 1574)
- 1622 - Giovanni di Schleswig-Holstein-Sonderburg, principe danese (n. 1545)
- 1628 - Juan de Mendoza y Luna, nobile spagnolo (n. 1571)
- 1642 - Giovanni Francesco Fiochetto, medico e pedagogo italiano (n. 1564)
- 1642 - Beniamino di Rohan-Soubise, nobile e condottiero francese (n. 1583)
- 1646 - Baltasar Carlos di Spagna, principe spagnolo (n. 1629)
- 1647 - Anselm Casimir Wambolt von Umstadt, arcivescovo cattolico tedesco (n. 1579)
- 1649 - Pier Maria Campi, religioso e storico italiano (n. 1569)
- 1657 - Bernabé Cobo, gesuita, naturalista e scrittore spagnolo (n. 1580)
- 1663 - Adolphus Vorstius, medico e botanico olandese (n. 1597)
- 1664 - Cornelis van Dalen II, incisore, pittore e disegnatore olandese (n. 1638)
- 1667 - Mario Balassi, pittore italiano (n. 1604)
- 1677 - Gustavo Adolfo di Nassau-Saarbrücken, nobile tedesco (n. 1632)
- 1678 - Pietro Francesco Baccarini, religioso italiano (n. 1600)
- 1681 - Giovanni Agostino Gallicio, religioso italiano (n. 1592)
- 1683 - Francesco Caetani, generale e politico italiano (n. 1594)
- 1688 - Claude Perrault, medico e architetto francese (n. 1613)
- 1690 - Henry FitzRoy, I duca di Grafton, nobile e generale britannico (n. 1663)
- 1693 - Sibilla Maria di Sassonia-Merseburg, principessa tedesca (n. 1667)
- 1693 - Marquard Sebastian Schenk von Stauffenberg, vescovo cattolico tedesco (n. 1644)
- 1695 - Giovanni Antonio De Rossi, architetto italiano (n. 1616)

## XVIII secolo(16)
- 1708 - Olimpia Mancini, nobildonna italiana (n. 1638)
- 1709 - Barbara Palmer, nobile britannica (n. 1640)
- 1718 - Richard Cumberland, filosofo, scrittore e teologo inglese (n. 1631)
- 1719 - Charles Louis Bretagne de La Trémoille, nobile francese (n. 1683)
- 1726 - Casimiro Guglielmo d'Assia-Homburg, principe tedesco (n. 1690)
- 1727 - Gaetano I Sforza Cesarini, II principe di Genzano, principe italiano (n. 1674)
- 1728 - James Cecil, V conte di Salisbury, nobile e politico inglese (n. 1691)
- 1741 - Domenico Lalli, librettista italiano (n. 1679)
- 1750 - Maria Antonia del Liechtenstein, principessa austriaca (n. 1687)
- 1759 - Harry Powlett, IV duca di Bolton, politico inglese (n. 1691)
- 1762 - Francesco Grassi, archeologo e antiquario italiano (n. 1685)
- 1766 - Giambattista Roero di Pralormo, cardinale e arcivescovo cattolico italiano (n. 1684)
- 1771 - Jan Branicki, nobile e politico polacco (n. 1689)
- 1786 - Tobias Philipp Gebler, drammaturgo tedesco
- 1797 - Gaon di Vilna, rabbino lituano (n. 1720)
- 1799 - Pierre-Joseph-Georges Pigneau de Béhaine, vescovo cattolico, missionario e religioso francese (n. 1741)

## XIX secolo(54)
- 1802 - Ferdinando I di Parma, nobile italiano (n. 1751)
- 1804 - Alessandro IV Sanvitale, nobile italiano (n. 1731)
- 1806 - Benjamin Banneker, scienziato statunitense (n. 1731)
- 1806 - Friedrich August Brand, pittore austriaco (n. 1735)
- 1807 - Michail Matveevič Cheraskov, scrittore russo (n. 1733)
- 1807 - Gianfrancesco Malfatti, matematico italiano (n. 1731)
- 1811 - Filippo Casoni, cardinale e arcivescovo cattolico italiano (n. 1733)
- 1812 - William Stark, architetto e urbanista scozzese (n. 1770)
- 1817 - Bernardino Marin, vescovo cattolico italiano (n. 1739)
- 1818 - Emanuele Maria Thun, vescovo cattolico austriaco (n. 1763)
- 1821 - Carl Ludwig von Hablitz, botanico prussiano (n. 1752)
- 1822 - Richard Earlom, incisore e pittore inglese (n. 1743)
- 1826 - Michael Kelly, cantante e compositore irlandese (n. 1762)
- 1826 - François Xavier de Schwarz, generale francese (n. 1762)
- 1836 - James Saumarez, ammiraglio britannico (n. 1757)
- 1840 - Johann Nepomuk Rust, chirurgo tedesco (n. 1775)
- 1841 - Juan Lavalle, militare e politico argentino (n. 1797)
- 1841 - John Owen, politico statunitense (n. 1787)
- 1841 - Karl Friedrich Schinkel, architetto e pittore tedesco (n. 1781)
- 1845 - Gaetano Ricciolini, baritono italiano (n. 1778)
- 1847 - Pierre Berthezène, generale francese (n. 1775)
- 1849 - William Townsend Aiton, botanico britannico (n. 1766)
- 1850 - Giambattista Bazzoni, scrittore e patriota italiano (n. 1803)
- 1858 - Lord Charles Wellesley, politico, generale e nobile inglese (n. 1808)
- 1859 - Cosroe Dusi, pittore italiano (n. 1808)
- 1859 - Brigida Lorenzani, contralto italiano
- 1863 - Giuseppe Leoni, architetto svizzero (n. 1803)
- 1864 - Rudolf Keyser, storico e archeologo norvegese (n. 1803)
- 1864 - Varvara Alekseevna Razumovskaja, nobildonna russa (n. 1778)
- 1864 - Filippo di Colloredo-Mels, italiano (n. 1778)
- 1867 - Cesáreo Domínguez, militare argentino (n. 1808)
- 1867 - Carlo Filangieri, principe di Satriano, generale e politico italiano (n. 1784)
- 1867 - Abraham Mapu, romanziere lituano (n. 1808)
- 1867 - Georgi Rakovskij, giornalista, poeta e rivoluzionario bulgaro (n. 1821)
- 1868 - Howell Cobb, politico e generale statunitense (n. 1815)
- 1869 - Otto Linné Erdmann, chimico tedesco (n. 1804)
- 1872 - Romolo Liverani, pittore e scenografo italiano (n. 1809)
- 1873 - Johan Magnus Almqvist, teologo svedese (n. 1799)
- 1878 - Eugène Vermersch, poeta e giornalista francese (n. 1845)
- 1881 - Diodato Borrelli, medico e patriota italiano (n. 1837)
- 1881 - Joseph Carter Abbott, generale e politico statunitense (n. 1825)
- 1885 - Joseph Geefs, scultore belga (n. 1808)
- 1885 - Pietro Landolina, politico italiano (n. 1839)
- 1886 - Antonio Panzera, politico italiano (n. 1825)
- 1886 - Jean-Jacques Uhrich, generale francese (n. 1802)
- 1887 - Maurice Strakosch, pianista e impresario teatrale statunitense (n. 1825)
- 1891 - Meyliservet Kadin, ottomana (n. 1859)
- 1892 - Pierre Marie Arthur Morelet, zoologo francese (n. 1809)
- 1894 - Henry Grey, III conte Grey, politico inglese (n. 1802)
- 1896 - Gaetano de Ruggiero, cardinale italiano (n. 1816)
- 1897 - Jacopo Bernardi, presbitero, educatore e patriota italiano (n. 1813)
- 1897 - Jan Heemskerk, politico olandese (n. 1818)
- 1900 - John Crichton-Stuart, III marchese di Bute, nobile britannico (n. 1847)
- 1900 - Heinrich von Herzogenberg, compositore austriaco (n. 1843)

## XX secolo(239)
- 1901 - Paul Burani, librettista, attore teatrale e giornalista francese (n. 1845)
- 1901 - Robert Hartig, botanico e micologo tedesco (n. 1839)
- 1902 - Donato Morelli, patriota e politico italiano (n. 1824)
- 1903 - Camille du Locle, librettista, impresario teatrale e regista teatrale francese (n. 1832)
- 1906 - Joseph Glidden, inventore statunitense (n. 1813)
- 1906 - Wilhelmina Kennedy-Erskine, nobildonna e scrittrice inglese (n. 1830)
- 1906 - Adelaide Ristori, attrice teatrale italiana (n. 1822)
- 1907 - Romualdo Marenco, compositore italiano (n. 1841)
- 1908 - Filippo Ghersi, scultore italiano (n. 1825)
- 1909 - Abe Hartley, calciatore scozzese (n. 1872)
- 1910 - Emilio Alemagna, architetto e ingegnere italiano (n. 1833)
- 1910 - Isabel Thorne, attivista e medico britannica (n. 1834)
- 1910 - Elzéar Abeille de Perrin, entomologo francese (n. 1843)
- 1911 - Antonio Borrero, politico ecuadoriano (n. 1827)
- 1911 - Jack Daniel, imprenditore statunitense (n. 1850)
- 1911 - Athanase de Charette, militare francese (n. 1832)
- 1914 - Luigi Adriano Milani, numismatico, filologo e museologo italiano (n. 1854)
- 1914 - Georges de la Nézière, mezzofondista francese (n. 1878)
- 1916 - Julius von Wiesner, botanico tedesco (n. 1838)
- 1916 - Julius Wiesner, calciatore austriaco (n. 1878)
- 1917 - Sarah Aaronsohn, agente segreto ottomana (n. 1890)
- 1917 - Duncan Mackinnon, canottiere britannico (n. 1887)
- 1917 - Ḥusayn Kāmil, sultano egiziano (n. 1853)
- 1918 - Hanns Braun, velocista e mezzofondista tedesco (n. 1886)
- 1918 - Raymond Duchamp-Villon, scultore francese (n. 1876)
- 1921 - Cesare Aroldi, giornalista e politico italiano (n. 1848)
- 1921 - Dmitrij Nikolaevič Ovsjaniko-Kulikovskij, linguista e critico letterario russo (n. 1853)
- 1922 - Jorge Montt, ammiraglio e politico cileno (n. 1847)
- 1923 - Henry Markham, politico statunitense (n. 1840)
- 1923 - August Rosiwal, geologo e mineralogista austriaco (n. 1860)
- 1923 - Tommaso Salvadori, ornitologo e patriota italiano (n. 1835)
- 1923 - Jean Signoret, attore francese (n. 1886)
- 1924 - Valerij Jakovlevič Brjusov, poeta russo (n. 1873)
- 1924 - Carlo Ferraris, economista, statistico e politico italiano (n. 1850)
- 1924 - Lin Shu, scrittore, letterato e traduttore cinese (n. 1852)
- 1925 - Hugo Preuss, politico e giurista tedesco (n. 1860)
- 1926 - Josias von Heeringen, generale tedesco (n. 1850)
- 1926 - Helena Nyblom, scrittrice, musicista e disegnatrice danese (n. 1843)
- 1930 - Louis Béroud, pittore francese (n. 1852)
- 1930 - Enrico Forlanini, ufficiale, inventore e pioniere dell'aviazione italiano (n. 1848)
- 1930 - João Suassuna, politico brasiliano (n. 1886)
- 1932 - Karl Ritter von Goebel, botanico tedesco (n. 1855)
- 1932 - Carmen de Burgos, scrittrice, giornalista e traduttrice spagnola (n. 1867)
- 1934 - Alessandro I di Jugoslavia, sovrano (n. 1888)
- 1934 - Louis Barthou, politico francese (n. 1862)
- 1934 - Vlado Černozemski, rivoluzionario e terrorista bulgaro (n. 1897)
- 1934 - Abu l-Qasim al-Shabbi, poeta e saggista tunisino (n. 1909)
- 1934 - Innocenzo dell'Immacolata, presbitero e religioso spagnolo (n. 1887)
- 1934 - Héctor Valdivielso Sáez, religioso argentino (n. 1910)
- 1935 - Gustaf Adolf Boltenstern, cavaliere svedese (n. 1861)
- 1935 - John Cunningham McLennan, fisico canadese (n. 1867)
- 1935 - Pierre Nommesch, vescovo cattolico lussemburghese (n. 1864)
- 1935 - Boris Poplavskij̝, poeta e scrittore russo (n. 1903)
- 1936 - Alejandro Korn, medico, filosofo e politico argentino (n. 1860)
- 1936 - Emil Artur Longen, regista, drammaturgo e pittore ceco (n. 1885)
- 1937 - August de Boeck, compositore, organista e pedagogo belga (n. 1865)
- 1937 - Ernesto Luigi d'Assia, sovrano tedesco (n. 1868)
- 1937 - Frans Schraven, vescovo cattolico olandese (n. 1873)
- 1938 - William H. Clifford, sceneggiatore e regista statunitense (n. 1874)
- 1939 - Evelyn Parnell, soprano statunitense (n. 1888)
- 1940 - Wilfred Grenfell, medico e missionario inglese (n. 1865)
- 1940 - Angelo Jank, pittore, disegnatore e illustratore tedesco (n. 1868)
- 1941 - Emilio Diena, filatelista italiano (n. 1860)
- 1941 - Helen Morgan, cantante e attrice statunitense (n. 1900)
- 1942 - Símun av Skarði, poeta, politico e insegnante faroese (n. 1872)
- 1943 - Sven Bylander, ingegnere svedese (n. 1877)
- 1943 - Angelo Canossi, poeta e viaggiatore italiano (n. 1862)
- 1943 - Charles Graham, attore statunitense (n. 1895)
- 1943 - Pieter Zeeman, fisico olandese (n. 1865)
- 1944 - Friedl Dicker-Brandeis, artista e insegnante austriaca (n. 1898)
- 1944 - Kitty Marion, attivista e attrice tedesca (n. 1871)
- 1944 - Stefanina Moro, partigiana italiana (n. 1927)
- 1944 - Agostino Piol, militare e partigiano italiano (n. 1924)
- 1945 - Gottlieb Hering, militare e criminale di guerra tedesco (n. 1887)
- 1945 - Vinko Radić, calciatore jugoslavo (n. 1898)
- 1946 - Frank Castleman, velocista e ostacolista statunitense (n. 1877)
- 1947 - Giuseppe Malagoli, glottologo italiano (n. 1864)
- 1948 - Anselmo Marabini, politico italiano (n. 1865)
- 1948 - Joseph Wedderburn, matematico scozzese (n. 1882)
- 1949 - Giulio Fara, musicologo italiano (n. 1880)
- 1949 - Emanuele Foà, ingegnere italiano (n. 1892)
- 1949 - Gheorghe Mironescu, politico rumeno (n. 1874)
- 1950 - George Hainsworth, hockeista su ghiaccio canadese (n. 1895)
- 1950 - Nicolai Hartmann, filosofo tedesco (n. 1882)
- 1950 - Stanisław Szeptycki, generale e politico polacco (n. 1867)
- 1951 - Ödön Nádas, calciatore e allenatore di calcio ungherese (n. 1891)
- 1952 - Luigi Giunta, calciatore italiano (n. 1908)
- 1952 - Alberigo Oreste Talarico, medico e politico italiano (n. 1890)
- 1952 - Louis Upton, imprenditore statunitense (n. 1886)
- 1953 - James Finlayson, attore scozzese (n. 1887)
- 1953 - Hastings Russell, XII duca di Bedford, naturalista, ornitologo e politico inglese (n. 1888)
- 1954 - Leonard Cuff, dirigente sportivo, lunghista e crickettista neozelandese (n. 1866)
- 1954 - Robert Houghwout Jackson, giudice e politico statunitense (n. 1892)
- 1955 - Theodor Innitzer, cardinale e arcivescovo cattolico austriaco (n. 1875)
- 1955 - Alice Joyce, attrice statunitense (n. 1890)
- 1955 - Vicleffo Scamuzzi, baritono italiano (n. 1887)
- 1955 - Joseph Vollmer, ingegnere tedesco (n. 1871)
- 1956 - Shahan Berberian, compositore, filosofo e pedagogo armeno (n. 1891)
- 1956 - Mahmud Barzani, politico curdo (n. 1878)
- 1956 - Lucie Höflich, attrice e insegnante tedesca (n. 1883)
- 1956 - Marie Doro, attrice statunitense (n. 1882)
- 1957 - Hassiba Ben Bouali, rivoluzionaria algerina (n. 1938)
- 1957 - Henry Guest, politico inglese (n. 1874)
- 1957 - Morris Kharasch, chimico ucraino (n. 1895)
- 1957 - Gyula Neukomm, compositore di scacchi ungherese (n. 1892)
- 1958 - Howard M. Mitchell, regista e attore statunitense (n. 1883)
- 1958 - Papa Pio XII, papa, arcivescovo cattolico e cardinale italiano (n. 1876)
- 1959 - Shirō Ishii, criminale di guerra, microbiologo e generale giapponese (n. 1892)
- 1959 - Henry Tizard, scienziato britannico (n. 1885)
- 1960 - Charles Delporte, schermidore belga (n. 1893)
- 1960 - Khalifa bin Harub di Zanzibar, sultano tanzaniano (n. 1879)
- 1961 - Angelo Franco, scultore italiano (n. 1887)
- 1962 - Leland Fuller, scenografo statunitense (n. 1899)
- 1962 - Ferdinand Schaal, generale tedesco (n. 1889)
- 1962 - Milan Vidmar, scacchista e ingegnere jugoslavo (n. 1885)
- 1963 - Renato Bartoccini, archeologo italiano (n. 1893)
- 1963 - Camillo Corsanego, giurista e politico italiano (n. 1891)
- 1963 - Yehezkel Kaufmann, filosofo e biblista israeliano (n. 1889)
- 1963 - Giancarlo Rittmeyer, topografo italiano (n. 1933)
- 1963 - Leo Richard Smith, vescovo cattolico statunitense (n. 1905)
- 1964 - Percival David, sinologo e collezionista d'arte britannico (n. 1892)
- 1964 - Siegfried Lerdon, schermidore tedesco (n. 1905)
- 1964 - Mario Marina, politico italiano (n. 1897)
- 1964 - Raniero Panzieri, sociologo, traduttore e saggista italiano (n. 1921)
- 1965 - Juan Andreu Almazán, generale, politico e imprenditore messicano (n. 1891)
- 1965 - Pëtr Filippov, calciatore sovietico (n. 1893)
- 1966 - Maria Carena, cantante lirica italiana (n. 1891)
- 1966 - Pietro Pinna Parpaglia, generale e politico italiano (n. 1891)
- 1967 - Gordon Allport, psicologo statunitense (n. 1897)
- 1967 - Antonio Avena, storico italiano (n. 1882)
- 1967 - Simeon Cuba Sarabia, rivoluzionario boliviano (n. 1935)
- 1967 - José Fossa, calciatore argentino (n. 1902)
- 1967 - Hans Gruber, calciatore tedesco (n. 1905)
- 1967 - Che Guevara, rivoluzionario, guerrigliero e scrittore argentino (n. 1928)
- 1967 - Cyril Norman Hinshelwood, chimico britannico (n. 1897)
- 1967 - Takatsugu Jōjima, ammiraglio giapponese (n. 1890)
- 1967 - André Maurois, romanziere, saggista e storico francese (n. 1885)
- 1967 - Joseph Pilates, insegnante e imprenditore tedesco (n. 1883)
- 1967 - François Spirito, criminale italiano (n. 1900)
- 1967 - Edith Storey, attrice statunitense (n. 1892)
- 1968 - Jean Paulhan, scrittore, editore e critico letterario francese (n. 1884)
- 1968 - Luisella Viviani, attrice teatrale e cantante italiana (n. 1885)
- 1969 - Paolo Mezzanotte, architetto, pittore e storiografo italiano (n. 1878)
- 1969 - Elsa Rendschmidt, pattinatrice artistica su ghiaccio tedesca (n. 1886)
- 1970 - Jean Giono, scrittore, saggista e traduttore francese (n. 1895)
- 1970 - Claude Rostand, musicologo, saggista e critico musicale francese (n. 1912)
- 1971 - David Dawnay, generale inglese (n. 1903)
- 1971 - Leone Gerlin, calciatore italiano (n. 1920)
- 1971 - Angelo Sullam, giurista e attivista italiano (n. 1881)
- 1972 - Dave Bancroft, giocatore di baseball statunitense (n. 1891)
- 1972 - Giuseppe Capogrossi, pittore italiano (n. 1900)
- 1972 - Miriam Hopkins, attrice statunitense (n. 1902)
- 1972 - Andrea Marrazzi, schermidore e dirigente sportivo italiano (n. 1887)
- 1973 - Claude W. Hibbard, paleontologo statunitense (n. 1905)
- 1973 - Maxim Jacobsen, violinista e insegnante lettone (n. 1887)
- 1973 - Romana Mischi, artista e scrittrice italiana (n. 1905)
- 1973 - Giuseppe Preziosi, pittore e architetto italiano (n. 1895)
- 1973 - Sister Rosetta Tharpe, cantante e chitarrista statunitense (n. 1915)
- 1974 - Pere Bosch-Gimpera, archeologo, antropologo e filologo spagnolo (n. 1891)
- 1974 - Guy Clarkson, hockeista su ghiaccio britannico (n. 1891)
- 1974 - Oskar Schindler, imprenditore e filantropo tedesco (n. 1908)
- 1975 - Frithjof Sælen, ginnasta norvegese (n. 1892)
- 1976 - Troy Middleton, generale statunitense (n. 1889)
- 1976 - Walter Warlimont, generale tedesco (n. 1894)
- 1976 - Evgenij Zavojskij, fisico sovietico (n. 1907)
- 1977 - Ruth Elder, aviatrice e attrice statunitense (n. 1902)
- 1978 - Jacques Brel, cantautore, compositore e attore belga (n. 1929)
- 1979 - Raniero Alliata di Pietratagliata, nobile, esoterista e entomologo italiano (n. 1897)
- 1979 - Jesús Alonso Fernández, calciatore spagnolo (n. 1917)
- 1979 - Iknadios Bedros XVI Batanian, patriarca cattolico armeno (n. 1899)
- 1979 - Henri Collomb, psichiatra, medico e neurologo francese (n. 1913)
- 1979 - Luigi Dal Pane, storico italiano (n. 1903)
- 1979 - Louis Diage, scenografo statunitense (n. 1905)
- 1979 - John Frost, ingegnere aeronautico britannico (n. 1915)
- 1979 - Ernie Harper, maratoneta e mezzofondista britannico (n. 1902)
- 1979 - Raffaele Russo, militare italiano (n. 1941)
- 1980 - Francesco Giangreco, generale italiano (n. 1891)
- 1980 - Theophil Henry Hildebrandt, matematico statunitense (n. 1888)
- 1980 - Emily Hood Westacott, tennista australiana (n. 1910)
- 1980 - Fritz Günther von Tschirschky, politico tedesco (n. 1900)
- 1981 - František Fadrhonc, allenatore di calcio cecoslovacco (n. 1914)
- 1981 - Julio Libonatti, allenatore di calcio e calciatore argentino (n. 1901)
- 1981 - Álvaro Ribeiro, filosofo portoghese (n. 1905)
- 1982 - Anna Freud, psicoanalista austriaca (n. 1895)
- 1983 - Franz Westhoven, generale tedesco (n. 1894)
- 1984 - Lew Christensen, ballerino, coreografo e direttore artistico statunitense (n. 1909)
- 1985 - Ludo Coeck, calciatore belga (n. 1955)
- 1985 - Emílio Garrastazu Médici, generale e politico brasiliano (n. 1905)
- 1985 - Dar Hutchins, cestista statunitense (n. 1915)
- 1986 - Gigetta Morano, attrice italiana (n. 1887)
- 1986 - Vasile Patilineț, politico rumeno (n. 1923)
- 1986 - Harald Reinl, regista tedesco (n. 1908)
- 1987 - Clare Boothe Luce, giornalista, scrittrice e attrice statunitense (n. 1903)
- 1987 - Reginald Frederick Lawrence, aracnologo sudafricano (n. 1897)
- 1987 - Giovanni Maggiò, imprenditore e dirigente sportivo italiano (n. 1929)
- 1987 - Carlos Volante, calciatore argentino (n. 1905)
- 1988 - Pina Borione, attrice italiana (n. 1902)
- 1988 - Luigi Heilmann, glottologo italiano (n. 1911)
- 1988 - Jackie Milburn, calciatore e allenatore di calcio inglese (n. 1924)
- 1988 - Michail Minskij, cantante russo (n. 1948)
- 1988 - Felix Wankel, inventore tedesco (n. 1902)
- 1989 - Ernst Andersson, allenatore di calcio e calciatore svedese (n. 1909)
- 1989 - Piero Bartezzaghi, enigmista italiano (n. 1933)
- 1989 - Sven Israelsson, combinatista nordico svedese (n. 1920)
- 1989 - Nikolaj Ivanovič Lebedev, regista cinematografico sovietico (n. 1897)
- 1989 - Silvio Parodi Ramos, calciatore e allenatore di calcio paraguaiano (n. 1931)
- 1989 - Carlos Piernavieja, cestista, pallamanista e nuotatore spagnolo (n. 1918)
- 1990 - Boris P'aich'adze, calciatore e allenatore di calcio sovietico (n. 1915)
- 1990 - Costantino Simoncini, politico italiano (n. 1918)
- 1990 - Lars Thörn, velista svedese (n. 1904)
- 1990 - Georges De Rham, matematico e alpinista svizzero (n. 1903)
- 1991 - Roy Black, cantante e attore tedesco (n. 1943)
- 1991 - Marco Pola, poeta italiano (n. 1906)
- 1991 - Erwin Schädler, calciatore tedesco (n. 1917)
- 1992 - Ladislav Koubek, calciatore cecoslovacco (n. 1920)
- 1992 - Giuliano Ravizza, stilista, imprenditore e medico italiano (n. 1926)
- 1993 - Leopold Facco, calciatore austriaco (n. 1907)
- 1993 - Sachiko Murase, attrice giapponese (n. 1905)
- 1993 - Göta Pettersson, ginnasta svedese (n. 1926)
- 1994 - Raich Carter, calciatore e allenatore di calcio britannico (n. 1913)
- 1994 - Nikolaj Karetnikov, compositore russo (n. 1930)
- 1994 - Rolf Thiele, regista, sceneggiatore e produttore cinematografico tedesco (n. 1918)
- 1995 - Reidun Laengen, atleta e fondista norvegese (n. 1948)
- 1995 - Sagramor de Scuvero Brandão, attrice, conduttrice radiofonica e politica brasiliana (n. 1921)
- 1995 - Alec Douglas-Home, politico britannico (n. 1903)
- 1995 - Kukrit Pramoj, politico, economista e scrittore thailandese (n. 1911)
- 1995 - John A. Scali, diplomatico e giornalista statunitense (n. 1918)
- 1996 - William L. DeAndrea, scrittore e giornalista statunitense (n. 1952)
- 1996 - Ovida Delect, poetessa e politica francese (n. 1926)
- 1996 - Roy Lewis, scrittore, giornalista e editore inglese (n. 1913)
- 1997 - Məmməd Bağırov, militare, partigiano e guerrigliero azero (n. 1922)
- 1997 - Arch Johnson, attore statunitense (n. 1922)
- 1999 - Milt Jackson, vibrafonista e compositore statunitense (n. 1923)
- 1999 - Morris West, scrittore australiano (n. 1916)
- 1999 - Franz Wolf, militare austro-ungarico (n. 1907)
- 1999 - João Cabral de Melo Neto, poeta e diplomatico brasiliano (n. 1920)
- 2000 - Clarence Brannum, cestista statunitense (n. 1926)
- 2000 - David Dukes, attore statunitense (n. 1945)
- 2000 - Lajos Kocsis, calciatore ungherese (n. 1947)

## XXI secolo(125)
- 2001 - Herbert Ross, regista, coreografo e produttore cinematografico statunitense (n. 1927)
- 2002 - Sopubek Begaliev, economista kirghiso (n. 1931)
- 2002 - Carlo Lievore, giavellottista e allenatore di atletica leggera italiano (n. 1937)
- 2002 - Aileen Wuornos, serial killer statunitense (n. 1956)
- 2003 - Lugano Bazzani, poeta italiano (n. 1916)
- 2003 - Carl Fontana, trombonista statunitense (n. 1928)
- 2003 - Ruth Hall, attrice statunitense (n. 1910)
- 2003 - Carolyn Gold Heilbrun, scrittrice e attivista statunitense (n. 1926)
- 2003 - Matt Roe, attore statunitense (n. 1952)
- 2004 - Jacques Derrida, filosofo e saggista francese (n. 1930)
- 2004 - Mario Foscarini, politico italiano (n. 1919)
- 2004 - Don McEvoy, allenatore di calcio e calciatore inglese (n. 1928)
- 2005 - Gaetano Afeltra, giornalista e scrittore italiano (n. 1915)
- 2005 - Sergio Cervato, calciatore e allenatore di calcio italiano (n. 1929)
- 2005 - Serge Lancel, filologo, archeologo e storico francese (n. 1928)
- 2006 - Coccinelle, cantante, attrice e ballerina francese (n. 1931)
- 2006 - Marek Grechuta, cantautore, compositore e paroliere polacco (n. 1945)
- 2006 - Paul Hunter, giocatore di snooker britannico (n. 1978)
- 2006 - Nicola Matteucci, politologo italiano (n. 1926)
- 2006 - Ray Noorda, imprenditore statunitense (n. 1924)
- 2006 - Klaus Renft, musicista tedesco (n. 1942)
- 2007 - Giovanni Bacciarello, calciatore italiano (n. 1927)
- 2007 - Nino Bonavolontà, direttore d'orchestra e musicista italiano (n. 1920)
- 2007 - Carol Bruce, attrice statunitense (n. 1919)
- 2007 - Inès Cagnati, scrittrice francese (n. 1937)
- 2007 - Lamberto Malatesta, chimico italiano (n. 1912)
- 2007 - Franco Velchi, scenografo italiano (n. 1936)
- 2007 - Naziha al-Dulaimi, politica e attivista irachena (n. 1923)
- 2009 - Arne Bakker, hockeista su ghiaccio e calciatore norvegese (n. 1930)
- 2009 - Aldo Buzzi, scrittore, sceneggiatore e regista italiano (n. 1910)
- 2009 - Arturo "Zambo" Cavero, cantante e insegnante peruviano (n. 1940)
- 2009 - Vjačeslav Ivan'kov, mafioso russo (n. 1940)
- 2009 - Stuart M. Kaminsky, scrittore, saggista e giornalista statunitense (n. 1934)
- 2009 - Valentin Nikolaev, allenatore di calcio e calciatore sovietico (n. 1921)
- 2009 - Giovanni Salvo, militare italiano (n. 1978)
- 2009 - Horst Szymaniak, calciatore tedesco (n. 1934)
- 2010 - Maurice Allais, fisico e economista francese (n. 1911)
- 2010 - Les Fell, calciatore inglese (n. 1920)
- 2010 - János Hajnal, artista e illustratore ungherese (n. 1913)
- 2010 - Zecharia Sitchin, scrittore azero (n. 1920)
- 2010 - Mario Traina, numismatico italiano (n. 1930)
- 2011 - Pilade Canuti, calciatore italiano (n. 1938)
- 2011 - Antōnīs Chrīsteas, cestista e allenatore di pallacanestro greco (n. 1937)
- 2011 - Pavel Karelin, saltatore con gli sci russo (n. 1990)
- 2011 - Umberto La Rocca, diplomatico italiano (n. 1920)
- 2012 - Kenneth Bartholomew, pattinatore di velocità su ghiaccio statunitense (n. 1920)
- 2012 - Paddy Roy Bates, militare e conduttore radiofonico britannico (n. 1921)
- 2012 - Stefan Leletko, sollevatore polacco (n. 1953)
- 2012 - Theo Olof, violinista e docente olandese (n. 1924)
- 2012 - Kenny Rollins, cestista statunitense (n. 1923)
- 2012 - Harris Savides, direttore della fotografia statunitense (n. 1957)
- 2012 - Michel Schwalbé, violinista polacco (n. 1919)
- 2013 - Norma Bengell, attrice, cantante e regista brasiliana (n. 1935)
- 2013 - Daniel Duval, attore, regista e sceneggiatore francese (n. 1944)
- 2013 - Wilfried Martens, politico belga (n. 1936)
- 2013 - Milan Matulović, scacchista serbo (n. 1935)
- 2013 - Paolo Morelli, musicista e cantautore italiano (n. 1947)
- 2013 - Mark Brandon Read, criminale e scrittore australiano (n. 1954)
- 2013 - Helmut Wolf, sciatore alpino italiano (n. 1968)
- 2013 - Bruno Zanettin, geologo e esploratore italiano (n. 1923)
- 2014 - Jan Hooks, attrice, comica e doppiatrice statunitense (n. 1957)
- 2014 - Carolyn Kizer, poetessa e traduttrice statunitense (n. 1925)
- 2015 - Rinaldo Fabris, presbitero, biblista e teologo italiano (n. 1936)
- 2015 - Geoffrey Howe, politico britannico (n. 1926)
- 2015 - Ferruccio Maruffi, scrittore italiano (n. 1924)
- 2015 - Dave Meyers, cestista statunitense (n. 1953)
- 2015 - Jerry Parr, poliziotto statunitense (n. 1930)
- 2015 - Sergio Toigo, ciclista su strada e ciclocrossista italiano (n. 1924)
- 2015 - Zdravko Zupan, fumettista, illustratore e storico dell'arte jugoslavo (n. 1950)
- 2016 - Giorgio Balboni, pittore italiano (n. 1943)
- 2016 - David Every Konstant, vescovo cattolico britannico (n. 1930)
- 2016 - Aaron Pryor, pugile statunitense (n. 1955)
- 2016 - Karl Radermacher, militare tedesco (n. 1922)
- 2016 - Giuseppe Vignola, politico e sindacalista italiano (n. 1925)
- 2016 - Andrzej Wajda, regista, sceneggiatore e direttore artistico polacco (n. 1926)
- 2017 - Luigi Bobbio, politologo italiano (n. 1944)
- 2017 - Armando Calderón Sol, politico salvadoregno (n. 1948)
- 2017 - Enzo Faraoni, pittore italiano (n. 1920)
- 2017 - Sergej Prigoda, calciatore e allenatore di calcio sovietico (n. 1957)
- 2017 - Makkolath Rajan, allenatore di pallacanestro indiano (n. 1934)
- 2017 - Jean Rochefort, attore francese (n. 1930)
- 2017 - József Tóth, calciatore ungherese (n. 1929)
- 2018 - Valter Ferrara, dirigente pubblico e fotografo italiano (n. 1947)
- 2018 - Piero Floriani, italianista e politico italiano (n. 1942)
- 2018 - Giovanni Migliorini, politico e sindacalista italiano (n. 1928)
- 2018 - Alex Spanos, imprenditore e dirigente sportivo statunitense (n. 1923)
- 2018 - Thomas Arthur Steitz, biochimico statunitense (n. 1940)
- 2018 - Venantino Venantini, attore e stuntman italiano (n. 1930)
- 2019 - Andrés Gimeno, tennista spagnolo (n. 1937)
- 2019 - Filippo Penati, politico e dirigente sportivo italiano (n. 1952)
- 2019 - Louis-Christophe Zaleski-Zamenhof, ingegnere e esperantista francese (n. 1925)
- 2020 - Massimo Campanini, islamista, storico della filosofia e traduttore italiano (n. 1954)
- 2020 - Béatrice Stöckli, missionaria svizzera
- 2020 - Karl Tatham, cestista e allenatore di pallacanestro britannico (n. 1956)
- 2020 - Cecil Thiré, attore e doppiatore brasiliano (n. 1943)
- 2020 - Quintilio Tombolini, giornalista e dirigente d'azienda italiano (n. 1941)
- 2021 - Abolhassan Banisadr, politico iraniano (n. 1933)
- 2021 - Chito Gascon, politico e attivista filippino (n. 1964)
- 2021 - Hosea Macharinyang, mezzofondista keniota (n. 1986)
- 2021 - Bosiljka Pešić, cestista e velocista jugoslava
- 2021 - Pierre Pinoncelli, performance artist francese (n. 1929)
- 2022 - Jurij Degterëv, calciatore sovietico (n. 1948)
- 2022 - Bruno Latour, sociologo e antropologo francese (n. 1947)
- 2022 - Cees Lute, ciclista su strada olandese (n. 1941)
- 2022 - William March, sollevatore statunitense (n. 1937)
- 2022 - Eileen Ryan, attrice statunitense (n. 1927)
- 2022 - Kevin Thomas, calciatore inglese (n. 1944)
- 2023 - Andrea Branzi, architetto e designer italiano (n. 1938)
- 2023 - Jean-Claude Cassini, fumettista francese (n. 1968)
- 2023 - Chuck Feeney, imprenditore e filantropo irlandese (n. 1931)
- 2023 - Keith Giffen, fumettista statunitense (n. 1952)
- 2023 - Anthony Hickox, regista britannico (n. 1959)
- 2023 - Jorge Lavelli, regista teatrale e direttore teatrale argentino (n. 1932)
- 2023 - Ettore Mo, giornalista, scrittore e viaggiatore italiano (n. 1932)
- 2023 - Roger Neubauer, pallanuotista francese (n. 1938)
- 2023 - Henri Serre, attore francese (n. 1931)
- 2024 - George Baldock, calciatore greco (n. 1993)
- 2024 - Dieter Burdenski, calciatore tedesco occidentale (n. 1950)
- 2024 - Lily Ebert, superstite dell'Olocausto ungherese (n. 1923)
- 2024 - Arild Gulden, calciatore norvegese (n. 1941)
- 2024 - Elisa Montés, attrice spagnola (n. 1934)
- 2024 - Aleksandr Pučkov, ostacolista sovietico (n. 1957)
- 2024 - Leif Segerstam, direttore d'orchestra, compositore e violinista finlandese (n. 1944)
- 2024 - Hiroshi Shirai, karateka e maestro di karate giapponese (n. 1937)
- 2024 - Ratan Tata, imprenditore indiano (n. 1937)